# Замок Ціси
Замок Ціси (пол. Zamek Cisy або Zamek Cieszów, нім. Burg Cisy) —  руїни середньовічного замку, що знаходяться в  долині струмка Чижинка, приблизно за 5 км на захід від міста Свебодзіце у Нижньосілезькому воєводстві в Польщі. 

## Історія
Укріплення, яке існувало на місці замку, було вперше згадано у підробці з 1242 року як "Peczco [...] in Cziskenberg". Правдоподібною є політична гіпотеза повстання замку, що пов’язує його виникнення із захопленням західної частини Вроцлавського князівства у 1277 році Болеславом Лисим, який відібрав її від Генрика IV Праведного. Вважається, що замок було побудовано Болеславом І Суворим і розширено його онуком Болеславом II Малим. Оточений ровом замок, розташований над крутим схилом (350 м) долини Чижинки, був хорошим оборонним пунктом. Він забезпечував охорону торгового шляху і у XIII столітті захищав східний кордон Яворського князівства, слугуючи противагою до замку Старий Князь, розташованого на відстані 3 км від нього у Вроцлавському князівстві. 
Перша згадка безпосередньо про замок, датується 1327 роком у документі Болеслава II Малого, а наступні документи, в яких було згадано замок "Ciskberg" датовані 1341 і 1343 роками. Замок Ціси був одним із укріплень, які Болеслав II Малий захопив у 1355 році в рамках більш широкої акції проти непокірних замків в околицях Валбжиха. У 1355 році Ціси перейшли під управління стшегомського каштеляна Нікеля Болце. Численні документи свідчать про те, що в замку мешкала Агнеса Габсбург, вдова Болеслава II Малого. З 1381 року замок почав все частіше фігурувати (особливо після 1384 року) в якості резиденції свідницького двору княгині Агнеси. У 1408 році замок викупив Сандер Больц фон Ґрунау зі Скаржиць. У 1429 році замок придбав Ульріх фон Зейдліц. У 1466 році замок було частково зруйновано гуситськими військами Їржі з Подєбрад, та згодом його було відновлено та розширено західним передзамчам. У другій половині XV століття його контролювали прихильники Владислава II Ягеллончика, які виступали проти Матвія Корвіна. Під час наступних перебудов виникло східне передзамча, а у XVI столітті було споруджено напівкруглу бастею для захисту мосту. На початку XVII століття замок належав Миколі фон Чешхаузу.  
Під час Тридцятилітньої війни, у 1634 році, замок було спалено шведами, після цього він почав занепадати. З 1655 року його власницею була Сюзанна фон Зауерманн з дому Четтріц. У 1719 році замок придбав Крістоф Фрідріх, граф Столберг-Веніґерод. Потому будівля перейшла до рук графа фон Зітена із Струги, який у 1833 році очистив ділянку замку від зарослів. Наступні власники не надто дбали про руїни, які місцеві селяни розбирали на будівельний матеріал. У ХІХ столітті залишки замку, перетворилися на місце численних подорожей. У середині століття руїни перейшли у власність вроцлавського купця Маркуса Шоттлендера. Черговими власниками стали гірнича спілка з Щавно-Здруя, комерційний радник з Берліна Вільгельм Ледерман та оптовик з Вроцлава Емануель Ауфріхт. У 1927 році мешканець Валбжиха розпочав консерваційні роботи, під час яких було укріплено територію замку, реконструйовано ворота та вежу. Після Другої світової війни замком опікувалися харцери, а в 1961 році Циси було знову укріплено як постійну руїну. У 1975 році уся територія замку була очищена від дикої рослинності, замковий двір було прибрано, а також відремонтовано міст, що веде до замку (довжиною 24 м, понад сухим ровом).  

## Архітектура
Замок було закладено на плані чотирикутника, розмірами близько 22 х 28 м. Для його будівництва використовувався переважно пісковик. Оборонний мур, з брамою у північно-західній куртині, по кутах було укріплено підпорами. Всередині мурів знаходився житловий будинок, що мав принаймні два поверхи та багато кімнат. У південно-східному куті була вежа, діаметром близько 10 м. Замок було оточено зовнішнім муром, за нею зі сходу та заходу знаходилися передзамча, захищені додатковим муром з битого каменю. В'їзд до замку захищала східні ворота, перед якими знаходилась так звана шия та міст над ровом. 

## Фотогалерея

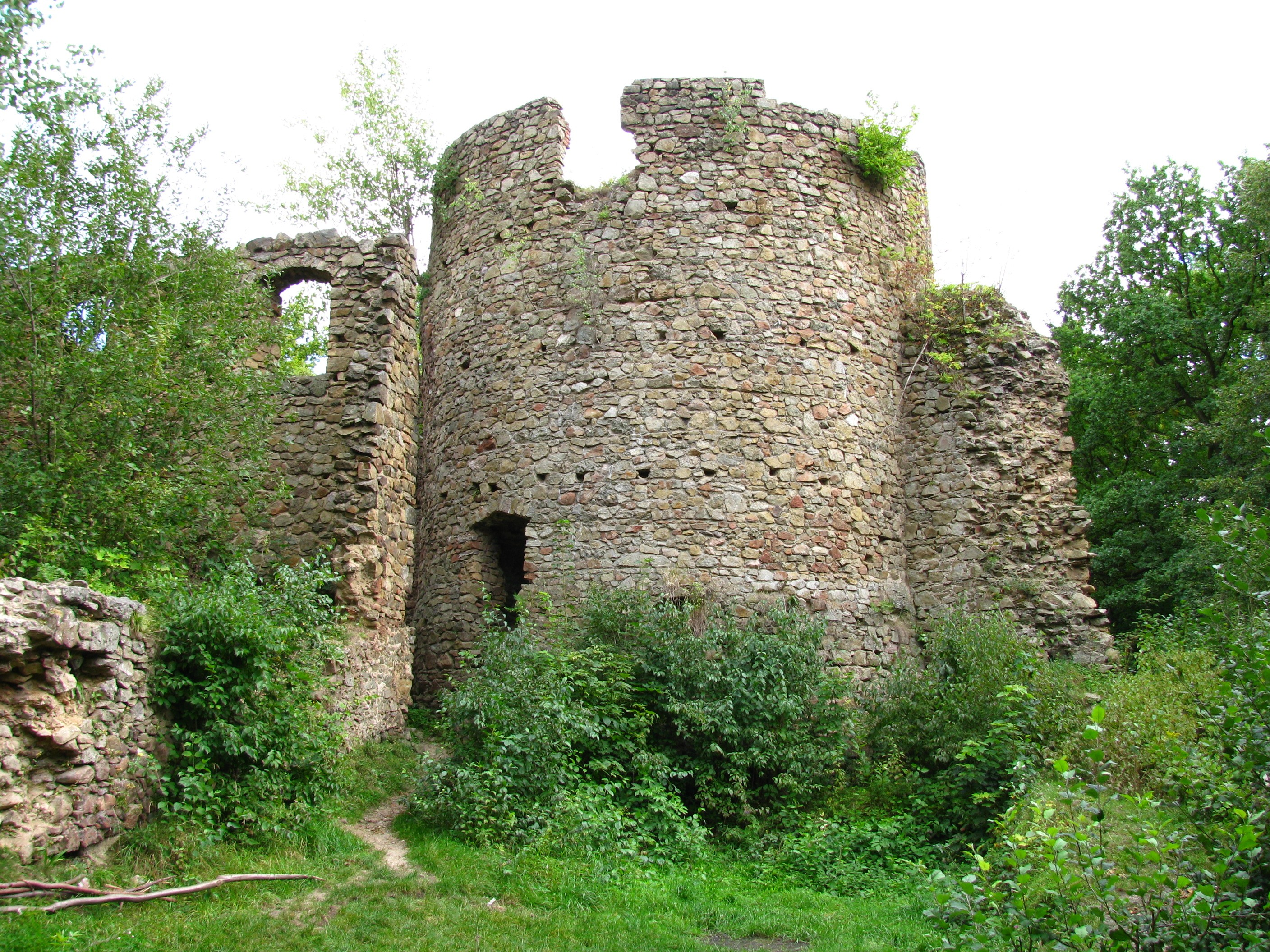
Руїни вежі
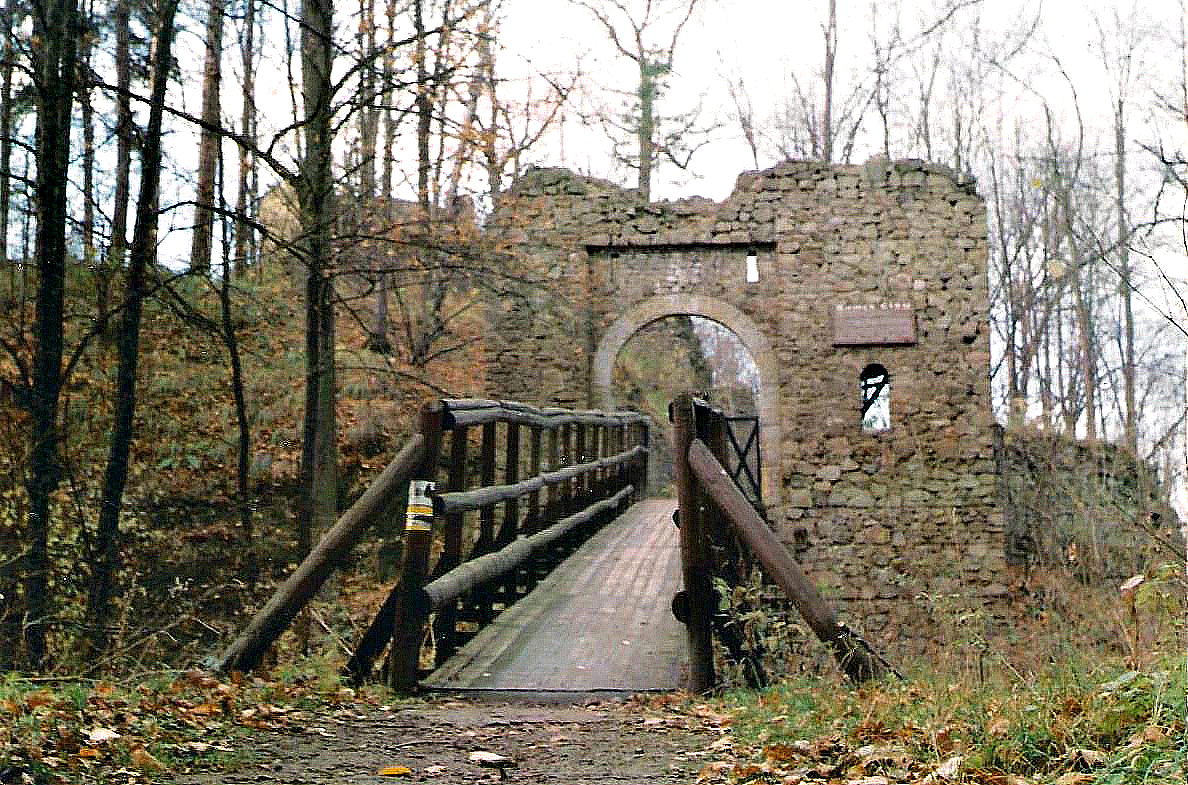
Замкова брама  та міст
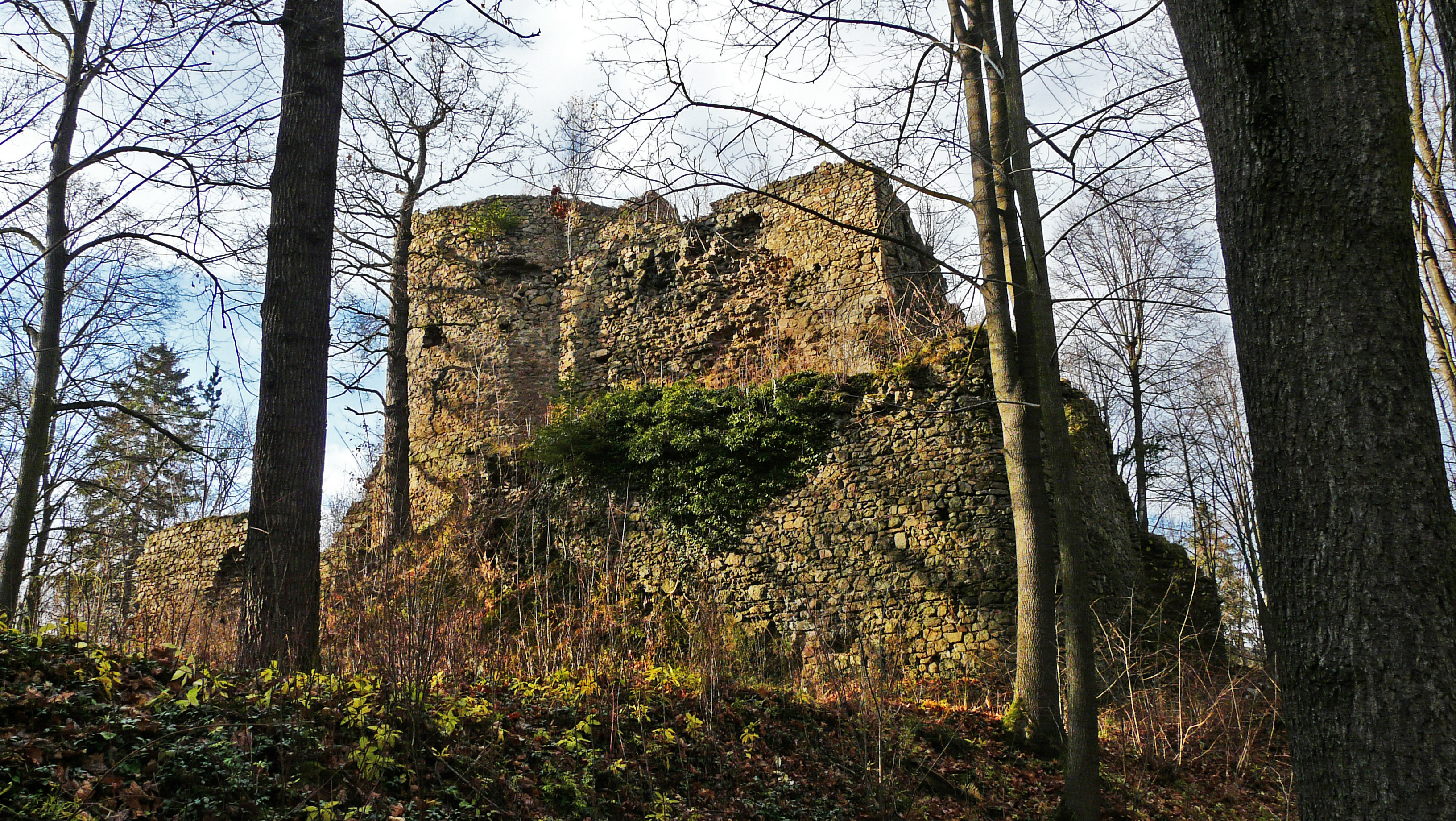
Руїни замку